# Rósa Henrik
Rósa Henrik (Budapest, 1974. június 15. –) válogatott labdarúgó, középpályás.

## Pályafutása

### A válogatottban
2000 és 2004 között négy alkalommal szerepelt a válogatottban és egy gólt szerzett.

## Sikerei, díjai
- Magyar bajnokság
  - bajnok: 1999–00
  - 2.: 2000–01, 2003–04
- Magyar kupa
  - döntős: 2006

## Statisztika

### Mérkőzései a válogatottban
| Magyarország | Magyarország        | Magyarország         | Magyarország | Magyarország | Magyarország | Magyarország | Magyarország | Magyarország |
| #            | Dátum               | Helyszín             | Hazai        | Eredmény     | Vendég       | Kiírás       | Gólok        | Esemény      |
| ------------ | ------------------- | -------------------- | ------------ | ------------ | ------------ | ------------ | ------------ | ------------ |
| 1.           | 2000. augusztus 16. | Budapest, Népstadion | Magyarország | 1 – 1        | Ausztria     | barátságos   | -            | 88'          |
| 2.           | 2002. május 8.      | Pécs                 | Magyarország | 0 – 2        | Horvátország | barátságos   | -            | 56'          |
| 3.           | 2004. november 30.  | Bangkok (THA)        | Magyarország | 0 – 1        | Szlovákia    | Király-kupa  | -            | 54'          |
| 4.           | 2004. december 2.   | Bangkok (THA)        | Magyarország | 5 – 0        | Észtország   | Király-kupa  | 1            | 12' 46'      |
|              | Összesen            |                      |              | 4            | mérkőzés     |              | 1            | gól          |